# Inglês básico
O inglês básico (em inglês, Basic English) é uma simplificação da língua inglesa construída a partir da análise de seu vocabulário e de sua gramática.
Seu vocabulário é composto por 850 palavras selecionadas pelo seu criador, Charles Kay Ogden, que descreve o idioma no livro Basic English: A General Introduction with Rules and Grammar, publicado em 1930.
Seu vocabulário é utilizado como guia para a edição de artigos na wikipédia em inglês simplificado.

## Gramática
A gramática do inglês básico é similar à do inglês padrão, porém com regras mais simples e pouquíssimas exceções. Nem todos os possíveis sentidos de cada palavra são permitidos, a fim de evitar ambigüidades e manter a simplicidade da língua. As regras de Ogden a seguir guiam o uso das 850 palavras oficiais garantindo um uso amplo, expressivo e fluente da língua.
1. O plural é geralmente feito com a adição de "s", "es" ou "ies" ao fim dos substantivos.
2. Os verbos geralmente têm 4 terminações: as terminações substantivas "er" e "ing"  e as adjetivas "ing" e "ed".
3. A formação de advérbios é feita geralmente com a adição do sufixo "ly" ao fim dos adjetivos.
4. As relações comparativas são demonstradas com o uso de "more" ou "most" ou por sufixação com "er" ou "est".
5. Os antônimos são geralmente formados pelo acréscimo do prefixo "un" à palavra.
6. As perguntas que podem ser respondidas por "yes" ou "no" são iniciadas por "do" ou feitas por inversão da ordem das palavras.
7. Pronomes e operadores/verbos são flexionados segundo o inglês padrão.
8. Palavras podem ser formadas por composição ao combinar dois substantivos (por exemplo, milkman) ou um substantivo e uma direção ( como em sundown).
9. Unidades de medida, números, moedas, meses, dias, anos, horas, termos internacionais e afins devem seguir o uso do inglês padrão.
10. É permitido o uso de palavras de termos técnicos e científicos, quando necessários no contexto.

## As 850 Palavras
Seguem abaixo as 850 palavras que compõem o vocabulário do inglês básico de Ogden:

### Operadores (100 palavras)
come, get, give, go, keep, let, make, put, seem, take, be, do, have, say, see, send, may, will, 
about, across, after, against, among, at, before, between, by, down, from, in, off, on, over, through, to, under, up, with, 
as, for, of, till, than, 
a, the, all, any, every, little, much, no, other, some, such, that, this, I, he, you, who, 
and, because, but, or, if, though, while, how, when, where, why, 
again, ever, far, forward, here, near, now, out, still, then, there, together, well, 
almost, enough, even, not, only, quite, so, very, tomorrow, yesterday, 
north, south, east, west, please, yes.

### Substantivos Gerais (400 palavras)
account, act, addition, adjustment, advertisement, agreement, air, amount, amusement, animal, answer, apparatus, approval, argument, art, attack, attempt, attention, attraction, authority, back, balance, base, behavior, belief, birth, bit, bite, blood, blow, body, brass, bread, breath, brother, building, burn, burst, business, butter, canvas, care, cause, chalk, chance, change, cloth, coal, color, comfort, committee, company, comparison, competition, condition, connection, control, cook, copper, copy, cork, cotton, cough, country, cover, crack, credit, crime, crush, cry, current, curve, damage, danger, daughter, day, death, debt, decision, degree, design, desire, destruction, detail, development, digestion, direction, discovery, discussion, disease, disgust, distance, distribution, division, doubt, drink, driving, dust, earth, edge, education, effect, end, error, event, example, exchange, existence, expansion, experience, expert, fact, fall, family, father, fear, feeling, fiction, field, fight, fire, flame, flight, flower, fold, food, force, form, friend, front, fruit, glass, gold, government, grain, grass, grip, group, growth, guide, harbor, harmony, hate, hearing, heat, help, history, hole, hope, hour, humor, ice, idea, impulse, increase, industry, ink, insect, instrument, insurance, interest, invention, iron, jelly, join, journey, judge, jump, kick, kiss, knowledge, land, language, laugh, law, lead, learning, leather, letter, level, lift, light, limit, linen, liquid, list, look, loss, love, machine, man, manager, mark, market, mass, meal, measure, meat, meeting, memory, metal, middle, milk, mind, mine, minute, mist, money, month, morning ,mother, motion, mountain, move, music, name, nation, need, news, night, noise, note, number, observation, offer, oil, operation, opinion, order, organization, ornament, owner, page, pain, paint, paper, part, paste, payment, peace, person, place, plant, play, pleasure, point, poison, polish, porter, position, powder, power, price, print, process, produce, profit, property, prose, protest, pull, punishment, purpose, push, quality, question, rain, range, rate, ray, reaction, reading, reason, record, regret, relation, religion, representative, request, respect, rest, reward, rhythm, rice, river, road, roll, room, rub, rule, run, salt, sand, scale, science, sea, seat, secretary, selection, self, sense, servant, sex, shade, shake, shame, shock, side, sign, silk, silver, sister, size, sky, sleep, slip, slope, smash, smell, smile, smoke, sneeze, snow, soap, society, son, song, sort, sound, soup, space, stage, start, statement, steam, steel, step, stitch, stone, stop, story, stretch, structure, substance, sugar, suggestion, summer, support, surprise, swim, system, talk, taste, tax, teaching, tendency, test, theory, thing, thought, thunder, time, tin, top, touch, trade, transport, trick, trouble, turn, twist, unit, use, value, verse, vessel, view, voice, walk, war, wash, waste, water, wave, wax, way, weather, week, weight, wind, wine, winter, woman, wood, wool, word, work, wound, writing, year.

### Substantivos Concretos (200 palavras)
angle, ant, apple, arch, arm, army, baby, bag, ball, band, basin, basket, bath, bed, bee, bell, berry, bird, blade, board, boat, bone, book, boot, bottle, box, boy, brain, brake, branch, brick, bridge, brush, bucket, bulb, button, cake, camera, card, cart, carriage, cat, chain, cheese, chest, chin, church, circle, clock, cloud, coat, collar, comb, cord, cow, cup, curtain, cushion, dog, door, drain, drawer, dress, drop, ear, egg, engine, eye, face, farm, feather, finger, fish, flag, floor, fly, foot, fork, fowl, frame, garden, girl, glove, goat, gun, hair, hammer, hand, hat, head, heart, hook, horn, horse, hospital, house, island, jewel, kettle, key, knee, knife, knot, leaf, leg, library, line, lip, lock, map, match, monkey, moon, mouth, muscle, nail, neck, needle, nerve, net, nose, nut, office, orange, oven, parcel, pen, pencil, picture, pig, pin, pipe, plane, plate, plough/plow, pocket, pot, potato, prison, pump, rail, rat, receipt, ring, rod, roof, root, sail, school, scissors, screw, seed, sheep, shelf, ship, shirt, shoe, skin, skirt, snake, sock, spade, sponge, spoon, spring, square, stamp, star, station, stem, stick, stocking, stomach, store, street, sun, table, tail, thread, throat, thumb, ticket, toe, tongue, tooth, town, train, tray, tree, trousers, umbrella, wall, watch, wheel, whip, whistle, window, wing, wire, worm.

### Adjetivos Gerais (100 palavras)
able, acid, angry, automatic, beautiful, black, boiling, bright, broken, brown, cheap, chemical, chief, clean, clear, common, complex, conscious, cut, deep, dependent, early, elastic, electric, equal, fat, fertile, first, fixed, flat, free, frequent, full, general, good, great, grey/gray, hanging, happy, hard, healthy, high, hollow, important, kind, like, living, long, male, married, material, medical, military, natural, necessary, new, normal, open, parallel, past, physical, political, poor, possible, present, private, probable, quick, quiet, ready, red, regular, responsible, right, round, same, second, separate, serious, sharp, smooth, sticky, stiff, straight, strong, sudden, sweet, tall, thick, tight, tired, true, violent, waiting, warm, wet, wide, wise, yellow, young.

### Antônimos Irregulares (50 palavras)
awake, bad, bent, bitter, blue, certain, cold, complete, cruel, dark, dead, dear, delicate, different, dirty, dry, false, feeble, female, foolish, future, green, ill, last, late, left, loose, loud, low, mixed, narrow, old, opposite, public, rough, sad, safe, secret, short, shut, simple, slow, small, soft, solid, special, strange, thin, white, wrong.